# Свидеровка (Липецька область)
Свидеровка (рос. Свидеровка) — присілок у Єлецькому районі Липецької області Російської Федерації.
Населення становить 4  особи. Належить до муніципального утворення Волчанська сільрада.

## Історія
З 13 червня 1934 до 26 вересня 1937 року у складі Воронезької області, у 1937-1954 роках — Орловської області. Відтак входить до складу Липецької області.
Згідно із законом від 2 липня 2004 року №114-оз органом місцевого самоврядування є Волчанська сільрада.

## Населення
| 1926 | 2010 |
| ---- | ---- |
| 204  | ↘4   |